# 鳞毛椴
鳞毛椴（学名：Tilia lepidota）为锦葵科椴树属的植物，为中国的特有植物。分布在中国大陆的浙江等地，生长于海拔600米的地区，常生长在山地森林里，目前已由人工引种栽培。